# Catherine Howard, grevinna av Suffolk
Catherine Howard, grevinna av Suffolk (även känd som Katherine Knyvet), född 1564, död cirka 1633, var en engelsk hovfunktionär. 
Hon föddes i Charlton, Wiltshire som det äldsta barnet till sir Henry Knyvet och hans fru Elizabeth Stumpe. Hennes halvbror (Thomas Knyvet, 1:e baron Knyvet) var den som ledde genomsökningen av Westminsterpalatset runt midnatt natten till den 5 november 1605, vilken resulterade i att Guy Fawkes arresterades och krutkonspirationen misslyckades. Grevinnan gifte sig tidigt under sitt liv med Richard Rich, son till Robert Rich, 2:e baron Rich, men efter dennes död 1580 gifte hon om sig med Thomas Howard, 1:e earl av Suffolk.
Catherine Howard arbetade i Elisabet I av Englands hov och 1599 utsågs hon till "Keeper of the Jewels". Hennes karriär gick framåt och hon strävade ständigt och jämt för att klättra på karriärstegen. Dock visade det sig att hon var korrumperad och hon tog emot mutor för några av sina uppdrag. Hon ska ha haft ett vackert utseende och utnyttjade detta för att skaffa sig flera påstådda älskare. 1619 drabbades hon av smittkoppor, vilket förstörde hennes utseende och gjorde henne djupt olycklig. Henne korruption blev offentlig under rättegången mot hennes make, Thomas Howard, och i och med detta bannlystes hon från att arbeta vid hovet. Trots detta försökte hon upprepade gånger söka tjänst vid hovet, men utan framgång. Catherine Howard avled någon gång runt 1633.